# توينتينين بالمس (كاليفورنيا)
توينتينين بالمس (بالإنجليزية: Twentynine Palms)‏ هي إحدى مدن مقاطعة سان بيرناردينو، كاليفورنيا. تم إعطاءها لقب مدينة في 23 نوفمبر، 1987.

## التركيبة السكانية
حدّد مكتب تعداد الولايات المتحدة بيانات التركيبة السكانية لتوينتينين بالمس في تعداد الولايات المتحدة. في ما يلي، التركيبة السكانية حسب تعدادي 2000 و2010.

### تعداد عام 2000
بلغ عدد سكان توينتينين بالمس 14,764 نسمة بحسب تعداد عام 2000، وبلغ عدد الأسر 5,653 أسرة وعدد العائلات 3,856 عائلة مقيمة في المدينة. في حين سجلت الكثافة السكانية 97 نسمة لكل كيلومتر مربع (251.2/ميل2). وبلغ عدد الوحدات السكنية 6,952 وحدة بمتوسط كثافة قدره 45.7 لكل كيلومتر مربع (118.4/ميل2).
وتوزع التركيب العرقي للمدينة بنسبة 71.02% من البيض و9.35% من الأمريكيين الأفارقة و1.46% من الأمريكيين الأصليين و3.81% من الأمريكيين ذوي الأصول الآسيوية و1.76% من سكان جزر المحيط الهادئ و6.24% من الأعراق الأخرى و6.36% من عرقين مختلطين أو أكثر و14.91% من الهسبانيون أو اللاتينيون من أي عرق.
بلغ عدد الأسر 5,653 أسرة كانت نسبة 42.6% منها لديها أطفال تحت سن الثامنة عشر تعيش معهم، وبلغت نسبة الأزواج القاطنين مع بعضهم البعض 49.8% من أصل المجموع الكلي للأسر، ونسبة 13.7% من الأسر كان لديها معيلات من الإناث دون وجود شريك، بينما كانت نسبة 4.7% من الأسر لديها معيلون من الذكور دون وجود شريكة وكانت نسبة 31.8% من غير العائلات. تألفت نسبة 25.1% من أصل جميع الأسر من عدة أفراد يعيشون في نفس المنزل ونسبة 7.4% كانت تتألف من شخص يعيش بمفرده يبلغ من العمر 65 عاماً أو أكثر. وبلغ متوسط حجم الأسرة المعيشية 2.60، أما متوسط حجم العائلات فبلغ 3.12.
بلغ العمر الوسطي للسكان 26.9 عاماً. وكانت نسبة 31.2% من القاطنين تحت سن الثامنة عشر، وكانت نسبة 15.2% بين الثامنة عشر والرابعة والعشرين عاماً، ونسبة 28.4% كانت واقعةً في الفئة العمرية ما بين الخامسة والعشرين والرابعة والأربعين عاماً، ونسبة 16.6% كانت ما بين الخامسة والأربعين والرابعة والستين، ونسبة 8.4% كانت ضمن فئة الخامسة والستين عاماً فما فوق. يوجد لكل 100 أنثى 102.1 ذكر، ويوجد لكل 100 أنثى في الثامنة عشر من عمرها فما فوق 99.0 ذكر.
بلغ متوسط دخل الأسرة في المدينة 31,178 دولارًا، أما متوسط دخل العائلة فبلغ 32,251 دولارًا. وكان متوسط دخل الذكور 25,081 دولارًا مقابل 25,141 دولارًا للإناث. وسجل دخل الفرد الخاص بالمدينة 14,613 دولارًا. وكانت نسبة 13.6% من العائلات ونسبة 16.8% من السكان تحت خط الفقر، وكان من هؤلاء نسبة 25.4% تحت سن الثامنة عشر ونسبة 10% في الخامسة والستين من العمر وما فوق.

### تعداد عام 2010
بلغ عدد سكان توينتينين بالمس 25,048 نسمة بحسب تعداد عام 2010، وبلغ عدد الأسر 8,095 أسرة وعدد العائلات 5,847 عائلة مقيمة في المدينة. في حين سجلت الكثافة السكانية 164.6 نسمة لكل كيلومتر مربع (426.3/ميل2). وبلغ عدد الوحدات السكنية 9,431 وحدة بمتوسط كثافة قدره 62 لكل كيلومتر مربع (160.6/ميل2).
وتوزع التركيب العرقي للمدينة بنسبة 71.61% من البيض و8.24% من الأمريكيين الأفارقة و1.31% من الأمريكيين الأصليين و3.91% من الأمريكيين ذوي الأصول الآسيوية و1.38% من سكان جزر المحيط الهادئ و6.70% من الأعراق الأخرى و6.85% من عرقين مختلطين أو أكثر و20.81% من الهسبانيون أو اللاتينيون من أي عرق.
بلغ عدد الأسر 8,095 أسرة كانت نسبة 43.3% منها لديها أطفال تحت سن الثامنة عشر تعيش معهم، وبلغت نسبة الأزواج القاطنين مع بعضهم البعض 54.5% من أصل المجموع الكلي للأسر، ونسبة 12.9% من الأسر كان لديها معيلات من الإناث دون وجود شريك، بينما كانت نسبة 4.9% من الأسر لديها معيلون من الذكور دون وجود شريكة وكانت نسبة 27.8% من غير العائلات. تألفت نسبة 21.1% من أصل جميع الأسر من عدة أفراد يعيشون في نفس المنزل ونسبة 5.6% كانت تتألف من شخص يعيش بمفرده يبلغ من العمر 65 عاماً أو أكثر. وبلغ متوسط حجم الأسرة المعيشية 2.68، أما متوسط حجم العائلات فبلغ 3.10.
بلغ العمر الوسطي للسكان 23.5 عاماً. وكانت نسبة 25.6% من القاطنين تحت سن الثامنة عشر، وكانت نسبة 30% بين الثامنة عشر والرابعة والعشرين عاماً، ونسبة 25.5% كانت واقعةً في الفئة العمرية ما بين الخامسة والعشرين والرابعة والأربعين عاماً، ونسبة 13.1% كانت ما بين الخامسة والأربعين والرابعة والستين، ونسبة 5.8% كانت ضمن فئة الخامسة والستين عاماً فما فوق. وتوزع التركيب الجنسي للسكان بنسبة 56.3% ذكور و43.7% إناث.

## المناخ
يظهر الجدول التالي التغييرات المناخية على مدار السنة لتوينتينين بالمس:
| البيانات المناخية لـتوينتينين بالمس  | البيانات المناخية لـتوينتينين بالمس | البيانات المناخية لـتوينتينين بالمس | البيانات المناخية لـتوينتينين بالمس | البيانات المناخية لـتوينتينين بالمس | البيانات المناخية لـتوينتينين بالمس | البيانات المناخية لـتوينتينين بالمس | البيانات المناخية لـتوينتينين بالمس | البيانات المناخية لـتوينتينين بالمس | البيانات المناخية لـتوينتينين بالمس | البيانات المناخية لـتوينتينين بالمس | البيانات المناخية لـتوينتينين بالمس | البيانات المناخية لـتوينتينين بالمس | البيانات المناخية لـتوينتينين بالمس |
| الشهر                                | يناير                               | فبراير                              | مارس                                | أبريل                               | مايو                                | يونيو                               | يوليو                               | أغسطس                               | سبتمبر                              | أكتوبر                              | نوفمبر                              | ديسمبر                              | المعدل السنوي                       |
| ------------------------------------ | ----------------------------------- | ----------------------------------- | ----------------------------------- | ----------------------------------- | ----------------------------------- | ----------------------------------- | ----------------------------------- | ----------------------------------- | ----------------------------------- | ----------------------------------- | ----------------------------------- | ----------------------------------- | ----------------------------------- |
| الدرجة القصوى °ف (°م)                | 85 (29)                             | 90 (32)                             | 95 (35)                             | 102 (39)                            | 112 (44)                            | 117 (47)                            | 118 (48)                            | 116 (47)                            | 114 (46)                            | 106 (41)                            | 93 (34)                             | 92 (33)                             | 118 (48)                            |
| متوسط درجة الحرارة الكبرى °ف (°م)    | 61.5 (16.4)                         | 65.3 (18.5)                         | 72.3 (22.4)                         | 79.8 (26.6)                         | 89.3 (31.8)                         | 98.0 (36.7)                         | 102.7 (39.3)                        | 101.0 (38.3)                        | 94.7 (34.8)                         | 82.8 (28.2)                         | 69.4 (20.8)                         | 60.1 (15.6)                         | 81.4 (27.4)                         |
| المتوسط اليومي °ف (°م)               | 51.1 (10.6)                         | 54.4 (12.4)                         | 60.3 (15.7)                         | 66.8 (19.3)                         | 75.9 (24.4)                         | 83.9 (28.8)                         | 89.4 (31.9)                         | 88.1 (31.2)                         | 81.4 (27.4)                         | 69.8 (21.0)                         | 57.8 (14.3)                         | 49.9 (9.9)                          | 69.1 (20.6)                         |
| متوسط درجة الحرارة الصغرى °ف (°م)    | 40.8 (4.9)                          | 43.4 (6.3)                          | 48.2 (9.0)                          | 53.8 (12.1)                         | 62.5 (16.9)                         | 69.7 (20.9)                         | 76.2 (24.6)                         | 75.2 (24.0)                         | 68.0 (20.0)                         | 56.8 (13.8)                         | 46.3 (7.9)                          | 39.7 (4.3)                          | 56.7 (13.7)                         |
| أدنى درجة حرارة °ف (°م)              | 11 (−12)                            | 18 (−8)                             | 23 (−5)                             | 29 (−2)                             | 33 (1)                              | 43 (6)                              | 53 (12)                             | 52 (11)                             | 38 (3)                              | 24 (−4)                             | 14 (−10)                            | 10 (−12)                            | 10 (−12)                            |
| الهطول إنش (مم)                      | 0.52 (13)                           | 0.57 (14)                           | 0.45 (11)                           | 0.13 (3.3)                          | 0.09 (2.3)                          | 0.01 (0.25)                         | 0.54 (14)                           | 0.80 (20)                           | 0.39 (9.9)                          | 0.18 (4.6)                          | 0.24 (6.1)                          | 0.57 (14)                           | 4.49 (112.45)                       |
| متوسط أيام هطول الأمطار (≥ 0.01 in)  | 3.2                                 | 3.2                                 | 2.5                                 | 1.2                                 | 0.8                                 | 0.2                                 | 1.6                                 | 2.6                                 | 1.6                                 | 1.1                                 | 1.2                                 | 2.4                                 | 21.6                                |
| المصدر: NOAA (extremes 1935–present) |                                     |                                     |                                     |                                     |                                     |                                     |                                     |                                     |                                     |                                     |                                     |                                     |                                     |